# Obytný vůz

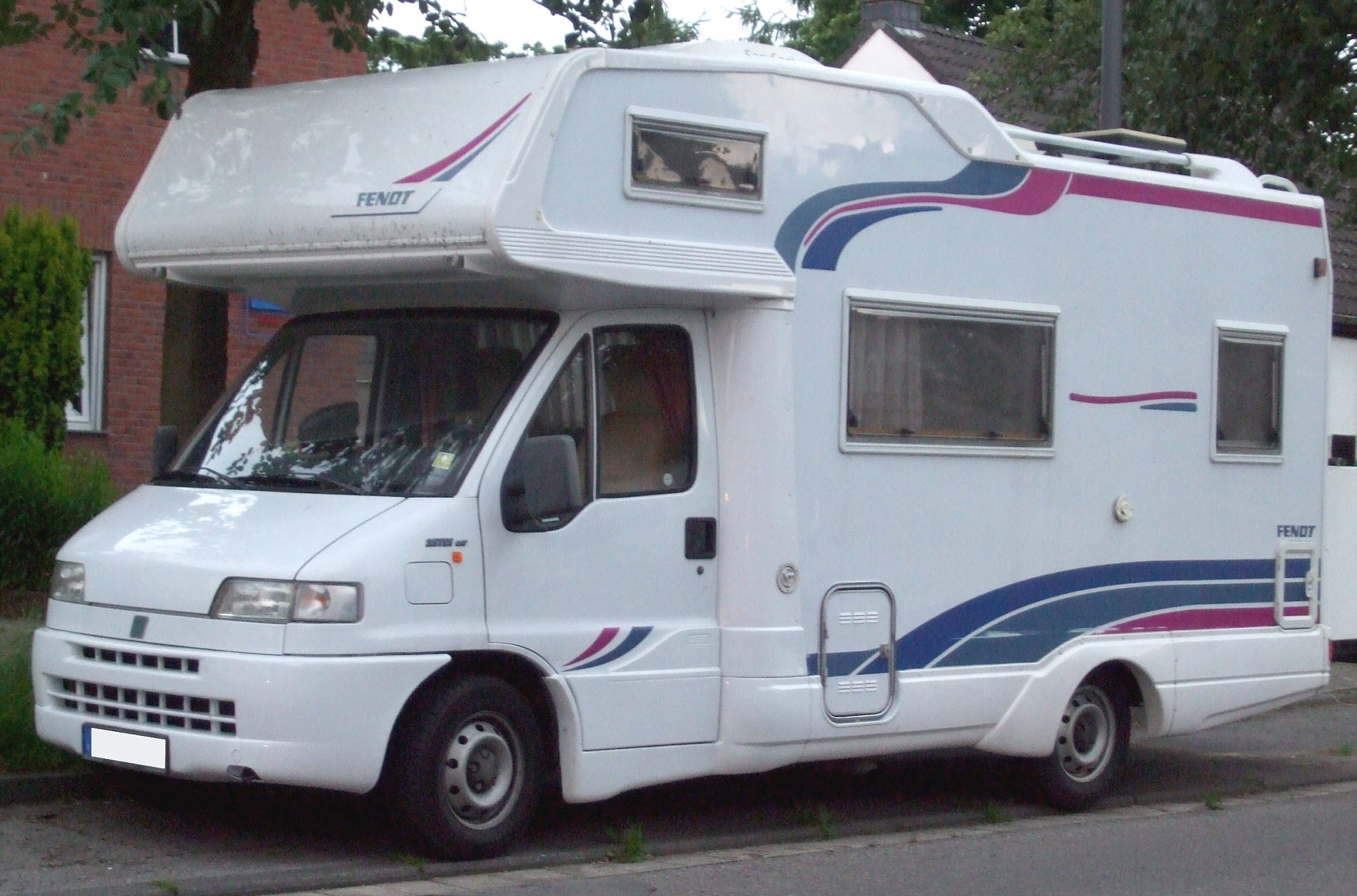
Obytný vůz značky Fiat

Obytný vůz je auto, ve kterém se dá bydlet. Je velice podobný obytnému přívěsu, ale má vlastní pohon, takže je možné obytný vůz řídit zevnitř. Obytný vůz často dosahuje velikosti autobusu, někdy může být ještě větší. Některé obytné vozy mají dvě patra.